# Knjige u 2017.
◄◄ | ◄ | 2014. | 2015. | 2016. | 2017.  | 2018. | 2019. | 2020. | ► | ►►
Arhitektura • Astronautika • Astronomija • Biologija • Film • Fotografija • Glazba • Kazalište • Kemija • Kiparstvo • Knjige • Književnost • Kršćanstvo • Meteorologija • Medicina • Planinarstvo • Politika • Pravo • Promet • Slikarstvo • Strip • Šport • Televizija • Znanost • Zrakoplovstvo • Željeznički promet
Knjige u 2017.

## Hrvatska i u Hrvata

### 1, 2, 3, ...
- 21 priča o sreći, David Albahari. Nakladnik: Booksa i MaMa. Broj stranica: 63. Beletristika. ISBN 978-953-55518-1-2
- 2017., Olga Slavnikova. Prevoditelj: Ivo Alebić. Nakladnik: Sandorf. Broj stranica: 345. Horor, fantastika i SF. ISBN 978-953-351-035-4

### A
- Aimée & Jaguar, Erica Fischer. Prevoditelj: Jasna Dakić. Nakladnik: Mediart International. Broj stranica: 288. Beletristika, Povijesni romani. ISBN 978-953-595-390-6
- Ako ikad, Aleksandra Orlić. Nakladnik: Hena com. Broj stranica: 340: Beletristika, Ljubavni romani. ISBN 978-953-259-158-3
- Aristotel: zasnivanje jedne povijesti njegovog razvoja, Werner Jaeger. Prevoditelj: Damir Vesely. Nakladnik: Sandorf i Mizantrop. Broj stranica: 349. Filozofija i religija. ISBN 978-953-7715-96-0
- Atanor, Jasna Horvat. Nakladnik: Naklada Ljevak. Broj stranica: 340: Beletristika. Posebna okultna učenja. ISBN 978-953-355-049-7
- August, John Williams. Prevoditelj: Patricija Vodopija. Nakladnik: Fraktura. Broj stranica: 384. Beletristika, Biografije i memoari. ISBN 978-953266901-5
- Avenija Bonita, Peter Buwalda. Prevoditelj: Radovan Lučić. Nakladnik: Hena com. Broj stranica: 536. Beletristika. ISBN 978-953-259-176-7

### B
- Balkanska krasotica ili Šlemilovo kopile, László Végel. Prevoditelj: Xenia Detoni. Nakladnik: Fraktura. Broj stranica: 320. Beletristika. ISBN 978-953266889-6
- Baudelaireova sjenica, Roberto Calasso. Prevoditelj: Mate Maras. Nakladnik: Vuković & Runjić. Broj stranica: 406. Beletristika. ISBN 978-953-286-148-8
- Bestijarij, Witold Gombrowicz. Prevoditelj: Mladen Martić. Nakladnik: Fraktura. Broj stranica: 208. Beletristika. ISBN 978-953-266-813-1
- Bjegunac, Orhan Kemal. Prevoditelj: Jana Bušić. Nakladnik: Hena com. Broj stranica: 252. Povijesni romani. ISBN 978-953-259-160-6
- Bolest kao put, Thorwald Dethlefsen, Ruediger Dahlke. Prevoditelj: Boris Perić. Izdavač: Naklada Ljevak: Broj stranica: 368. ISBN 978-953-355-042-8
- Buntovnici, Sándor Márai. Prevoditelj: Xenia Detoni. Nakladnik: OceanMore. Broj stranica: 262. Beletristika. ISBN 978-953-332-063-2, autorov prvijenac
- Busola, Mathias Énard. Prevoditelj: Ivana Šojat. Nakladnik: Fraktura. Broj stranica: 400.  Beletristika. ISBN 978-953-266-863-6

### C
- Calypso, Ognjen Spahić. Nakladnik: Fraktura. Broj stranica: 632. Beletristika. ISBN 978-953-266-872-8
- Carstvo nemoći, Tatjana Gromača. Nakladnik: Sandorf. Broj stranica: 203. Beletristika. ISBN 978-953-351-039-2
- Chirú, Michela Murgia. Prevoditelj: Mirna Čubranić. Nakladnik: Hena com. Broj stranica: 236. Beletristika. ISBN 978-953-259-170-5
- Crveno laž, crno istina, Sanja Vučković. Nakladnik: Cekape. Broj stranica: 94. Beletristika. ISBN 978-953-8019-08-1

### Č
- Časnik i špijun, Robert Harris. Prevoditelj: Andy Jelčić. Nakladnik: Vuković & Runjić. Broj stranica: 464. Krimići i trileri. ISBN 978-953-286-154-9
- Čudesna narukvica Arthura Peppera, Phaedra Patrick (prvijenac). Prevoditelj: Ivana Ostojčić. Izdavač: Naklada Ljevak. Broj stranica: 328. ISBN 9789533551241

### I
- IQ djeteta - briga roditelja - NTC sustav učenja, Ranko Rajović. Izdavač: Harfa. Broj stranica: 112. ISBN 978-953-7351-55-7
- Iz velebitskog dnevnika, Sergej Forenbacher. Izdavač: Libricon. Broj stranica: 256. ISBN 9789538017063
- Izlet na Kras, Milan Soklić. Nakladnik Fraktura. Broj stranica: 192. ISBN 978-953266914-5

### J
- Jura i kuckalo protiv dosade, Roman Simić. Nakladnik: Profil. 32 str., ISBN 9789533136028

### K
- Kako danas djeca rastu, Herbert Renz-Polster, Gerald Hüther. Izdavač: Naklada Slap. Broj stranica: 256. ISBN 978-953-191-857-2
- Kako vam se život čudesno mijenja kada vam se živo j**e, Sarah Knight. Prevoditelj: Petra Štrok. Izdavač: Naklada Ljevak. Broj stranica: 200. ISBN 978-953-355-050-3
- Kralj Tomislav kroz tisuć godina: kralj Tomislav između stvarnosti i mita te proslava tisućite obljetnice Hrvatskoga Kraljevstva 1925. godine i njezini odjeci do danas, Mario Jareb, Izdavači: Despot infinitus - Hrvatski institut za povijest, Zagreb, 2017. Broj stranica: 303: ISBN 978-953-7892-79-1
- Kreativni kutak, Maja Jurin. Izdavač: Naklada Ljevak. Broj stranica: 128: ISBN 978-953-355-054-1
- Kronika vesele zavjere, Richard Schuberth. Prijevod: Anne-Kathrin Godec. Nakladnik: Fraktura. Broj stranica: 416. ISBN 978-953266894-0

### L
- Logor voštanih figura, Enes Ćatović. Izdavač:C.B. print.Broj stranica:214.Beletristika.ISBN 978-953-57902-6-6

### N
- Napadaj panike ili neka teška bolest?, Andreja Kostelić-Martić. Izdavač: Medicinska naklada. Broj stranica: 255. ISBN 9789531768030
- Nokturna, Kazuo Ishiguro, Prevoditelj: Miloš Đurđević. Izdavač: Naklada Ljevak. Broj stranica: 208. ISBN 978-953-355-150-0
- Novi sultan : Erdoğan i kriza suvremene Turske, Soner Çağaptay. Prijevod: Branka Maričić. Nakladnik: Profil. XIV, 238 str. ISBN 9789533136127

### O
- Oluja u mozgu - Snaga i svrha tinejdžerskog mozga, Daniel J. Siegel. Izdavač: Harfa. Broj stranica: 280. ISBN 978-953-7351-50-2

### P
- Poglavlje o arhitekturi, György Lukács. Nakladnik: DAI-SAI, Filozofski fakultet Rijeka, Sandorf. Broj stranica: 166. Umjetnost, arhitektura, dizajn. ISBN 978-953-351-025-5
- Prašnjavko, Želimir Hercigonja. Izdavač: Naklada Ljevak. Broj stranica: 32. ISBN 978-953-355-148-7

### S
- Suli u avanturi : Prijateljstvo, Maja Šimleša. Nakladnik: Profil. 36 str., ISBN 9789533135892
- Svjetska povijest stripa: od 1968. do danas, Dan Mazur, Alexander Danner. Prevoditelji: Jana Smrekar, Saša Drach. Nakladnik: Sandorf. Broj stranica: 319.  Publicistika. ISBN 978-953-351-018-7

### Š
- Šporki Špiro i Neposlušna Tonka, Olja Savičević Ivančević. Nakladnik: Sandorf. 24 str., ISBN 9789533510378

### T
- Tajni portal, Bobbie Peers. Prevoditelj: Munib Delalić. Izdavač: Naklada Ljevak. Broj stranica: 248. ISBN 978-953-355-155-5
- Timi promašaj : Dezinficirano radi vaše zaštite, Stephan Pastis. Nakladnik: Profil. 272 str., ISBN 9789533136110

### V
- Vaše kompetentno dijete, Jesper Juul. Izdavač: OceanMore. Broj stranica: 272. ISBN 978-953-332-069-4
- Vidim te, Clare Mackintosh. Prevela: Svetlana Grubić Samaržija. Izdavač: MOZAIK KNJIGA, ZAGREB. Broj stranica:	390. ISBN 9789531422550
- Vikend u Parizu : I druge priče, Jojo Moyes. Prijevod: Mihaela Velina. Nakladnik: Profil. 252 str., ISBN 9789533135854

## Vanjske poveznice
|  | Zajednički poslužitelj ima još gradiva o temi Knjige iz 2017. |